# パイクパーチ
パイクパーチ (学名：Sander lucioperca、英名：zander) はペルカ科ザンダー属の基準種となっている大型淡水魚である。ザンダーという通称もある。
ペルカ属（狭義のパーチ）に近縁で、広い意味ではパーチに含まれる。北米の近縁種にウォールアイがいる。パイクパーチはパイクとペルカ属の混血だという俗説があるが、正しくない。

## 形態
成魚の体長は普通30〜70cm。最大で130cmに達する。体型はスズキに似てやや細長いが成長した個体は頭部上縁がしゃくれ、頭部後方〜第１背鰭付近での体高が発達する。背鰭はスズキ目の典型的形状で、第１、第２背鰭が連なるように形成される。口内には鋭い牙状の歯が並ぶ。体色は銀色〜灰褐色で、体側に規則的でない斑紋を示す。

## 生態
ヨーロッパ中部から東部、西アジアに広く分布。自然、人工を問わぬ湖沼、河川といった淡水域に生息し、他の魚をはじめとする水生小動物全般を捕食する。比較的冷水を好み、卵は水温10〜15度において３〜11日で孵化する。繁殖期は2月から7月に及ぶ。親魚は雌雄両方が営巣に協力し卵と稚魚を守る。

## 人間との関わり
食用魚・釣り魚として利用される。特にドイツでは食用漁獲対象魚と認識されている。イギリスでは外来魚である。日本では特定外来生物に指定されており、環境大臣の許可なき移動、譲渡、飼養、放流が禁じられている。